# GNA14
GNA14 (англ. G protein subunit alpha 14) – білок, який кодується однойменним геном, розташованим у людей на 9-й хромосомі. Довжина поліпептидного ланцюга білка становить 355 амінокислот, а молекулярна маса — 41 571.
| 10         |  | 20         |  | 30         |  | 40         |  | 50         |
| ---------- |  | ---------- |  | ---------- |  | ---------- |  | ---------- |
| MAGCCCLSAE |  | EKESQRISAE |  | IERQLRRDKK |  | DARRELKLLL |  | LGTGESGKST |
| FIKQMRIIHG |  | SGYSDEDRKG |  | FTKLVYQNIF |  | TAMQAMIRAM |  | DTLRIQYVCE |
| QNKENAQIIR |  | EVEVDKVSML |  | SREQVEAIKQ |  | LWQDPGIQEC |  | YDRRREYQLS |
| DSAKYYLTDI |  | DRIATPSFVP |  | TQQDVLRVRV |  | PTTGIIEYPF |  | DLENIIFRMV |
| DVGGQRSERR |  | KWIHCFESVT |  | SIIFLVALSE |  | YDQVLAECDN |  | ENRMEESKAL |
| FKTIITYPWF |  | LNSSVILFLN |  | KKDLLEEKIM |  | YSHLISYFPE |  | YTGPKQDVRA |
| ARDFILKLYQ |  | DQNPDKEKVI |  | YSHFTCATDT |  | DNIRFVFAAV |  | KDTILQLNLR |
| EFNLV      |  |            |  |            |  |            |  |            |

A: Аланін

C: Цистеїн

D: Аспарагінова кислота

E: Глутамінова кислота

F: Фенілаланін

G: Гліцин

H: Гістидин

I: Ізолейцин

K: Лізин

L: Лейцин

M: Метіонін

N: Аспарагін

P: Пролін

Q: Глутамін

R: Аргінін

S: Серин

T: Треонін

V: Валін

W: Триптофан

Кодований геном білок за функцією належить до білків внутрішньоклітинного сигналінгу. 
Білок має сайт для зв'язування з нуклеотидами, іонами металів, ГТФ, іоном магнію. 